# Sunexpress
Sunexpress (Eigenschreibweise SunExpress, offiziell Güneş Ekspres Havacılık A.Ş.) ist eine deutsch-türkische Fluggesellschaft mit Sitz in Antalya und Basis auf dem Flughafen Antalya. Das Unternehmen ist ein Joint Venture der Deutschen Lufthansa AG und Turkish Airlines.

## Geschichte

### Gründung und erste Jahre
Das Unternehmen wurde 1989 als Joint Venture der Deutschen Lufthansa AG und Turkish Airlines mit zunächst einer Boeing 737-300 und 64 Mitarbeitern gegründet. 1995 übertrug der Lufthansa-Konzern seinen 50-Prozent-Anteil an Condor, um alle Touristikflüge unter einem Dach zu bündeln, übernahm sie dann jedoch im Februar 2007 im Rahmen eines Aktientauschs bei der Übernahme der Condor durch die Thomas Cook Group zurück.

### 2000er Jahre
Seit 2001 werden neben den Charterflügen zu Urlaubszielen auch Linienflüge zu und zwischen Destinationen in der Türkei durchgeführt.
Anfang 2009 wurden die älteren Boeing 757-200 durch wesentlich neuere Boeing 737-800 ersetzt. Dadurch sank das Durchschnittsalter der Flotte auf 5,2 Jahre, womit SunExpress zu diesem Zeitpunkt eine der jüngsten Flotten Europas betrieb.
Im Frühjahr 2010 wurde ein neues Corporate Design eingeführt, das ein neues Logo und ein neues Farbschema der Flugzeuge umfasst.
Vom 8. Juni 2011 bis Juni 2020 unterhielt das Unternehmen mit Sunexpress Deutschland eine eigenständige deutsche Fluggesellschaft mit gemeinsamem Außenauftritt.
Im Jahr 2022 verzeichnete die Fluggesellschaft über 10 Millionen Fluggäste und erwirtschaftete einen Umsatz von 1,5 Mrd. Euro.

### Entwicklungen nach dem Putschversuch 2016
Nach dem gescheiterten Putschversuch in der Türkei vom 15. Juli 2016 erlitt die türkische Wirtschaft einen schweren Schock. So brachen die Buchungen ein, viele Passagiere annullierten ihren Flug. Der Tourismus der Türkei erlitt eines der schlechtesten Jahre seit dem Golfkrieg. Das spürte auch SunExpress. Umsatz und Gewinn gingen 2016 zurück.
2017 begann SunExpress entgegen allen Erwartungen, die Direktflüge in zahlreiche türkische Städte nahezu zu verdoppeln. Dabei standen vor allem Städte, die nicht an der Küste der Türkei lagen, im Fokus. SunExpress nennt dies ihr „Anatolien-Geschäft“. Auch die Drehkreuze Antalya und Izmir wurden ausgebaut. Da viele europäische Fluggesellschaften ihr Flugangebot in die Türkei stark vermindert hatten, bewährte sich die neue Strategie von SunExpress und die Fluggesellschaft machte den höchsten Umsatz und Gewinn ihrer Geschichte. 2018 und 2019 setzte SunExpress diese neue Strategie fort und musste aufgrund von hoher Nachfrage über die Sommermonate zeitweise bis zu 10 Flugzeuge anmieten.

## Flugziele
SunExpress fliegt von ihren zwei Drehkreuzen Antalya und Izmir neben innertürkischen Zielen auch weitere europäische und einzelne Ziele im Nahen Osten an. Neben den Flugverbindungen zu den Drehkreuzen fliegt SunExpress auch Direktverbindungen zu weiteren türkischen Flughäfen. Im deutschsprachigen Raum werden im Sommer 2025 Basel-Mülhausen, Berlin Brandenburg, Bremen, Dortmund, Düsseldorf, Dresden, Erfurt, Frankfurt, Genf, Graz, Hamburg, Hannover, Köln-Bonn, Leipzig-Halle, München, Münster-Osnabrück, Nürnberg, Paderborn-Lippstadt, Saarbrücken, Stuttgart, Wien und Zürich angeflogen.

## Flotte

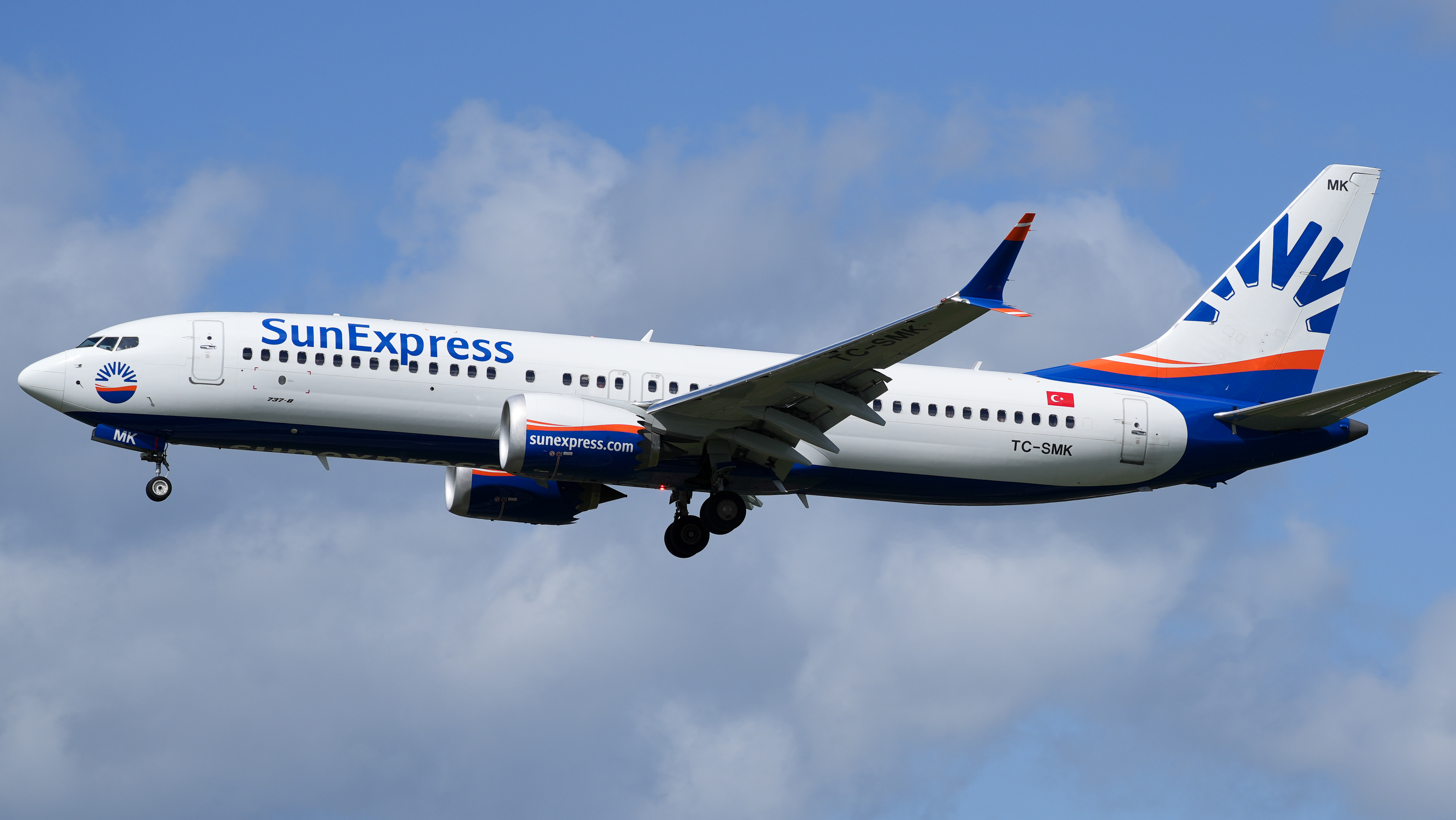
Boeing 737 MAX 8 der SunExpress

### Aktuelle Flotte
Mit Stand April 2025  besteht die Flotte der SunExpress aus 72 Flugzeugen mit einem Durchschnittsalter von 11,3 Jahren:
| Flugzeugtyp       | Anzahl | bestellt | Anmerkungen                                  | Sitzplätze | Durchschnittsalter |
| ----------------- | ------ | -------- | -------------------------------------------- | ---------- | ------------------ |
| Boeing 737-800    | 55     | 0        | alle mit Winglets ausgestattet; zwei inaktiv | 189        | 13,6 Jahre         |
| Boeing 737 MAX 8  | 17     | 55       | + 45 Optionen                                | 189        | 04,0 Jahre         |
| Boeing 737 MAX 10 | 0      | 17       | + 45 Optionen                                | – offen –  | 0                  |
| Gesamt            | 72     | 72       |                                              |            | 11,3 Jahre         |

### Ehemalige Flugzeugtypen
In der Vergangenheit setzte SunExpress bereits folgende Flugzeugtypen ein:
| Flugzeugtyp     | Anzahl | von  | bis  | Anmerkungen                       |
| --------------- | ------ | ---- | ---- | --------------------------------- |
| Airbus A320-200 | 03     | 1995 | 1996 | betrieben durch Translift Airways |
| Airbus A320-200 | 21     | 2018 | 2024 | betrieben durch Avion Express     |
| Boeing 737-300  | 03     | 1990 | 2000 |                                   |
| Boeing 737-300  | 01     | 2002 | 2002 | betrieben durch Lufthansa         |
| Boeing 737-400  | 03     | 1993 | 2004 |                                   |
| Boeing 737-700  | 12     | 2000 | 2015 |                                   |
| Boeing 757-200  | 04     | 2005 | 2011 |                                   |

### Sonderbemalungen
Aktuelle Sonderbemalungen
| Flugzeugtyp      | Luftfahrzeugkennzeichen | Bemalung                            | Zeitraum           | Bild | Anmerkungen                                                                                    |
| ---------------- | ----------------------- | ----------------------------------- | ------------------ | --- | ---------------------------------------------------------------------------------------------- |
| Boeing 737-800   | TC-SEU                  | „World's Best Leisure Airline“      | seit Dezember 2022 | |                                                                                                |
| Boeing 737-800   | TC-SOZ                  | „Istanbul“                          | seit Februar 2010  | | bis April 2014 als TC-SUZ von April 2014 bis August 2020 als D-ASXO bei SunExpress Deutschland |
| Boeing 737-800   | TC-SPC                  | „Eintracht Frankfurt“               | seit März 2020     | | bis September 2020 als D-ASXX bei SunExpress Deutschland                                       |
| Boeing 737-800   | TC-SPM                  | „Eintracht Frankfurt“               | seit November 2023 | |                                                                                                |
| Boeing 737-800   | TC-SPF                  | „SunExpress Campaign“               | seit Oktober 2020  | |                                                                                                |
| Boeing 737-800   | TC-SPO                  | „Star Trek / Paramount+“            | seit Mai 2024      | |                                                                                                |
| Boeing 737-800   | TC-SPY                  | „Die Schlümpfe: Der große Kinofilm“ | seit März 2025     | |                                                                                                |
| Boeing 737 MAX 8 | TC-SME                  | „35 Years“                          | seit März 2025     | Bild gesucht Die Wikipedia wünscht sich an dieser Stelle ein Bild. Weitere Infos zum Motiv findest du vielleicht auf der Diskussionsseite . Falls du dabei helfen möchtest, erklärt die Anleitung , wie das geht. |                                                                                                |

Ehemalige Sonderbemalungen
| Flugzeugtyp    | Luftfahrzeugkennzeichen | Bemalung                                                      | Zeitraum                        | Bild | Anmerkungen                            |
| -------------- | ----------------------- | ------------------------------------------------------------- | ------------------------------- | ---- | -------------------------------------- |
| Boeing 737-800 | TC-SNN                  | „Playstation“                                                 | November 2017 bis November 2019 |      |                                        |
| Boeing 737-800 | TC-SNU                  | „Shaun das Schaf - UFO-Alarm (Shaun the Sheep - Farmageddon)“ | September 2019 bis Februar 2023 |      |                                        |
| Boeing 737-800 | TC-SNY                  | „Peter Hase (Peter Rabbit Movie)“                             | März bis November 2018          |      |                                        |
| Boeing 737-800 | TC-SOH                  | „Despicable Me 3“                                             | Mai 2017 bis Oktober 2018       |      |                                        |
| Boeing 737-800 | TC-SPE                  | „PAW Patrol: The Mighty Movie“                                | April 2023 bis November 2024    |      | zudem als Modell am Knuffingen Airport |